# Mont Pavlof
El mont Pavlof (en anglès mount Pavlof) és un estratovolcà que es troba a la serralada Aleutiana, a la península d'Alaska. És un dels volcans més actius dels Estats Units des de 1980, amb erupcions registrades el 1980, 1981, 1983, 1986-1988, 1996-1997, 2007, 2013, dos el 2014 i més recentment el març de 2016. L'Alaska Volcano Observatory, informa sobre els nivells d'alerta del volcà Pavlof a partir d'estudis diaris i estableix que l'amenaça de futures erupcions és alta. Gran part d'aquesta amenaça prové de la possibilitat de la interrupció de les rutes aèries properes per grans emissions de cendra. El volcà comparteix nom amb el proper Pavlof Sister, la darrera erupció del qual va ser el 1786.

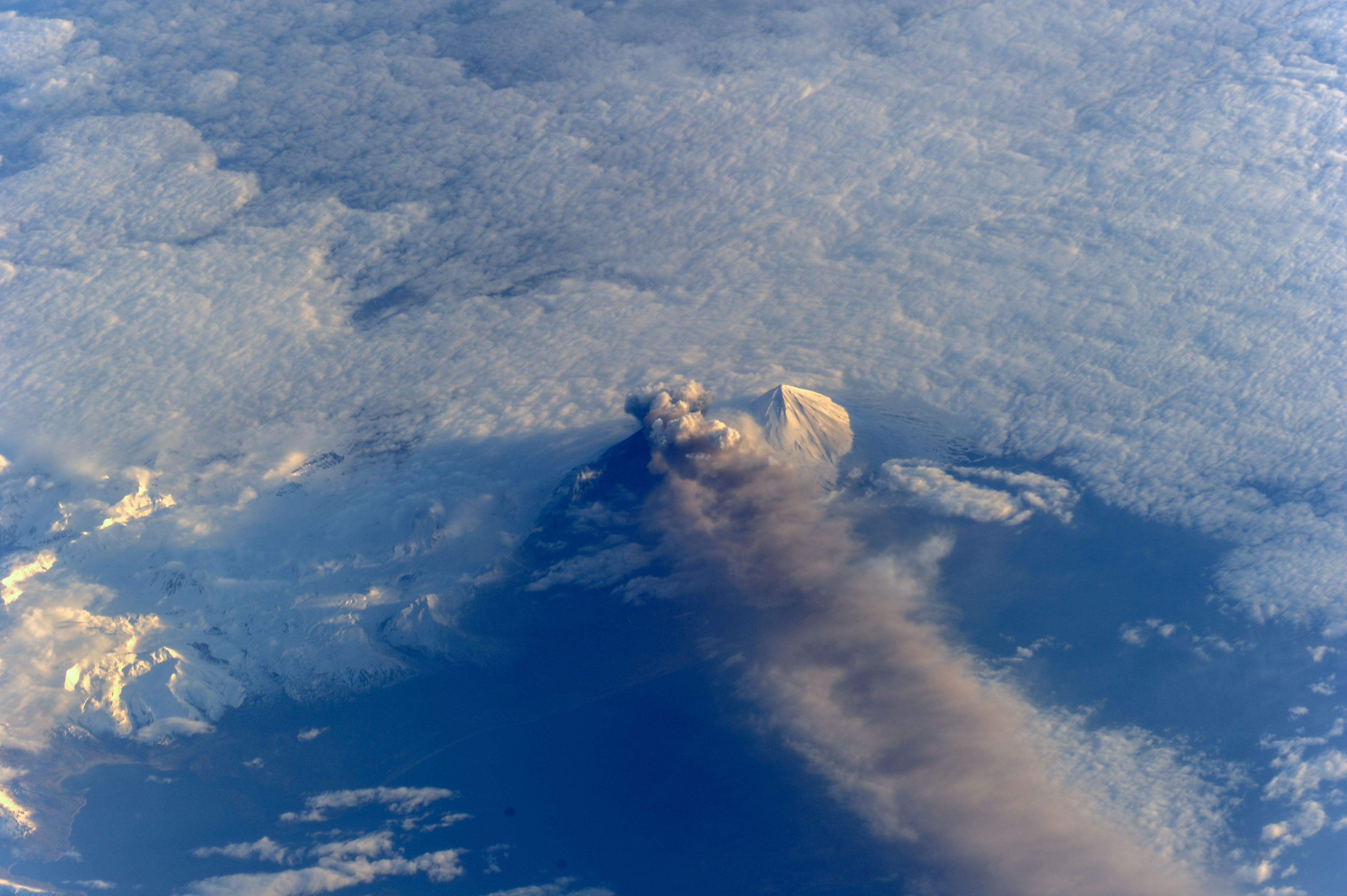
Erupció de maig de 2013 vista des de l'Estació Espacial Internacional

## Ascensions
La primera ascensió documentada al volcà Pavlof es va produir el 27 de juny de 1928 per T. A. Jagger, J. Gardiner, O. P. McKinley, P. A. Yatchmenoff, R. H. Stewart, tot i les "especulacions que envolten aquesta pujada, que va ser narrada pel National Geographic." Aquest fet va deixar en l'oblit alguna ascensió anterior. La segona ascensió es va produir el juny de 1950 per T. P. Bank.
La principal dificultat per pujar aquest cim és la seva llunyania i difícil accés. El cim es troba 48 km al nord de Cold Bay. L'ascensió pròpiament dita és senzilla per neu, i es recomana el descens en esquí.